# Luftstreitkräfte
La Luftstreitkräfte, nota prima dell'ottobre 1916 come Fliegertruppen des deutschen Kaiserreiches (in italiano Truppe aeree dell'Impero tedesco) o semplicemente Die Fliegertruppen, fu la componente aerea del Deutsches Heer, l'esercito dell'Impero tedesco, durante la prima guerra mondiale (1914-1918).
Sebbene il termine appaia molto vicino al concetto di "forza aerea tedesca", al contrario della controparte britannica che costituì due forze aeree indipendenti, i Royal Flying Corps e il Royal Naval Air Service, resterà parte integrante dell'Esercito imperiale per tutta la durata del conflitto.
Con la sconfitta degli Imperi centrali, alla fine del conflitto la Luftstreitkräfte rimase formalmente operativa anche dopo la dissoluzione dell'Impero tedesco e la costituzione della Repubblica di Weimar. In seguito alle imposizioni stilate nel trattato di Versailles del 1919 la Luftstreitkräfte venne definitivamente disciolta ed i suoi velivoli ceduti a nazioni limitrofe come risarcimento, requisiti dalle nazioni vincitrici o distrutti.
Ciononostante, il governo tedesco riuscì a mantenere segretamente una propria forza aerea che rimase tale sino alla decisione di Hitler di riarmare la Germania portando così alla creazione della Luftwaffe.

## Storia

### Dalle origini alla prima guerra mondiale
Le origini del servizio aereo militare dell'Impero tedesco risalgono al 1884 quando Preußische Armee, l'esercito prussiano, iniziò ad utilizzare i palloni aerostatici per missioni di osservazione aerea con compiti di ricognizione e collaborando con l'artiglieria a terra per la correzione dei tiri sull'obiettivo. Il successo ottenuto convinsero i vertici militari dell'esercito a costituire nel 1887 una compagnia di aerostieri (Luftschifferabteilung).
Nel 1896 vennero introdotti aerostati del tipo Parseval-Sigsfeld, palloni frenati dotati di camere separate dalla capacità complessiva di 600 m³ gonfiati a gas. Questi costituirono un passo evolutivo nella specialità rispetto ai "Drachen", così com'erano definiti i palloni sferici, in quanto erano strutturati in modo da risultare più stabili rispetto alle variazioni del vento agevolando i compiti degli equipaggi che potevano così contare su una migliore piattaforma da osservazione.
I risultati sempre più incoraggianti convinsero le autorità militari a trasformare, nel 1901, quel reparto sperimentale nel Luftschifferbataillon Nr.1 (primo battaglione dirigibilisti) equipaggiato con i dirigibili, istituendo inoltre un apposito corso presso il Campo di aviazione (Flugplatz) di Döberitz per la formazione del personale ad esso assegnato.
Nel 1906 venne istituita una nuova compagnia sperimentale, la Versuchskompanie für Motorluftschiffahrt, posta al comando del Major Hans Groß.
Il 1º maggio 1910 inaugurò la nuova era dell'aeronautica militare prussiana introducendo il nuovo mezzo "più pesante dell'aria", l'aereo, di conseguenza venne istituita una nuova scuola di volo, la Provisorische Militärfliegerschule Döberitz, posta sotto la responsabilità dell'Hauptmann de le Roi, e dove i tenenti Mackentun, Förster e Friedrich Freiherr von Thüna compirono i primi voli prima di diventare essi stessi istruttori e dai quali uscirono i piloti che parteciparono ai Prinz-Heinrich-Flüge, competizione aeronautica destinata a velivoli militari.
Nel 1912 venne istituita la Königlich-Preußische Fliegertruppe (Reale arma aerea prussiana), che riuniva il personale militare dei transitori Sächsische Armee, l'esercito del Regno di Sassonia, e Württembergische Armee, l'esercito del Regno di Württemberg, all'interno della Preußischen Armee, con le Fliegertruppe della Bayerische Armee (l'esercito del Regno di Baviera), il 1. Königlich Bayerisches Fliegerbataillon, ed infine con la Seeflieger della Kaiserliche Marine, la marina militare dell'Impero tedesco. Questi ultimi sono stati istituiti nel 1913 e consistevano nella Marineflieger- und Marineluftschifferabteilungen.
In data 1º ottobre 1913 vennero istituiti l'Inspektion der Fliegertruppen (Idflieg) e l'Inspektion der Luftschiffertruppen (Idluft), che sono state poste rispettivamente sotto il controllo del Generalinspekteur des Militärverkehrswesens, e dell'ILuK. Le forze aeree a questo punto, in seguito al rafforzamento delle forze armate erano arrivate a quattro battaglioni aerei (Fliegerbataillone) composti da dodici Compagnie (Kompanien), e distribuiti fra undici stazioni.

## Sviluppo della forza aerea tedesca (Fliegertruppe) 1914-18

### Mobilitazione
Allo scoppio della prima guerra mondiale la forza aerea dell'Impero tedesco era composta da 5 Fliegerbataillonen, 33 Feldfliegerabteilungen e 7 ½ Festungsfliegerabteilungen, ognuna equipaggiata rispettivamente con sei e quattro velivoli, più 5 Fliegerersatzabteilungen e 8 Etappenflugzeugparks, i quali avevano il compito di provvedere all'addestramento del personale militare ed alla fornitura di nuovi apparecchi. Per esigenze belliche tutti i velivoli civili, di proprietà di privati o ad uso commerciale, vennero confiscati.
All'inizio del conflitto l'esercito poteva contare su un organico di 254 piloti e 271 osservatori già disponibili ed un parco velivoli composto approssimativamente da 270 biplani e 180 monoplani, dei quali 295 erano effettivamente utilizzabili in operazioni militari. Anche la Marina imperiale disponeva di un reparto aereo (Marinefliegerabteilung) composto da 217 uomini con 32 tra velivoli basati a terra ed idrovolanti, tra i quali 4 a scafo centrale, compresi i modelli destinati all'addestramento, tuttavia erano effettivamente utilizzabili solo 12 idrovolanti e un solo aereo "terrestre".
Nell'ambito della mobilitazione in solo cinque giorni si riuscì ad organizzare le Forze Aeree (Fliegertruppe) e le Forze Aeree su nave (Luftschiffertruppe) con l'assegnazione dei piloti rispettivamente da parte dell'Armeeoberkommando (AOK) o Armeekorp:
|                                     |               |                               |                         |                      |
| Livello di comando                  | Posizione     | Unità                         | Comandante              | Posizione            |
| OHL                                 | Berlino       | Luftschiff Z.VI               | Hptm. Kleinschmidt      | Colonia              |
|                                     |               | Luftschiff Z.VII              | Hptm. Jacobi            | Baden-Oos            |
|                                     |               | Luftschiff Z.VIII             | Hptm. Andrée            | Treviri              |
|                                     |               | Luftschiff Z.IX               | Hptm Horn               | Düsseldorf           |
|                                     |               | Luftschiff Viktoria Luise     | Lt. Lampertz            | Francoforte sul Meno |
| Gouvernement Köln                   | Colonia       | Festungsflieger-Abteilung 3   | Hptm. Volkmann          | Colonia              |
| Gouvernement Germersheim            | Germersheim   | Festungsflieger-Abteilung (b) |                         | Germersheim          |
|                                     | Germersheim   | Feldluftschiffer-Trupp 1(b)   |                         | Germersheim          |
| 1. Armee (von Kluck)                | Grevenbroich  | Feldflieger-Abteilung 12      | Hptm. von Detten        | Grevenbroich         |
|                                     | Grevenbroich  | Luftschiffer-Abteilung 1      | Hptm. von Zychlinski    | Jülich-Grevenbroich  |
| II. Armeekorps                      | Erkelenz      | Feldflieger-Abteilung 30      | Hptm. Wagenführ         | Rheydt               |
| III. Armeekorps                     | Bergheim      | Feldflieger-Abteilung 7       | Hptm. Grade             | Elsdorf              |
| IV. Armeekorps                      | Jülich        | Feldflieger-Abteilung 9       | Hptm Musset             | Aquisgrana-Forst     |
| Etappen-Inspektion 1                | Aquisgrana    | EtFlzPk 1                     | Maj. Gundel, Olt. Vogel | Düsseldorf           |
| 2. Armee (von Bülow)                | Montjoie      | Feldflieger-Abteilung 23      | Hptm. von Falkenstein   | Höfen                |
|                                     | Montjoie      | Luftschiffer-Abteilung 2      | Hptm. Spangenberg       | Aquisgrana           |
| Garde-Korps                         | Malmedy       | Feldflieger-Abteilung 30      | Hptm. von Oertzen       | Thirimont            |
| VII. Armeekorps                     | Eupen         | Feldflieger-Abteilung 1       | Hptm. von Gersdorf      | Eupen                |
| IX. Armeekorps                      | Aquisgrana    | Feldflieger-Abteilung 18      | Hptm. Wilberg           | Aquisgrana-Brand     |
| X. Armeekorps                       | Schleiden     | Feldflieger-Abteilung 11      | Hptm. Geerdtz           | Aquisgrana-Call      |
| Etappen-Inspektion 2                | Bonn          | EtFlzPk 2                     | Maj. Holl               | Hangelar             |
| 3. Armee (von Hausen)               | Prüm          | Feldflieger-Abteilung 22      | Hptm. von Blomberg      | St. Vith             |
|                                     | Prüm          | Luftschiffer-Abteilung 7      | Hptm. Menzel            | Niederprüm           |
| XI. Armeekorps                      | St. Vith      | Feldflieger-Abteilung 28      | Hptm. Freytag           | Wallerode            |
| XII. Armeekorps                     | Waxweiler     | Feldflieger-Abteilung 29      | Hptm. von Jena          | Ober-Beslingen       |
| XIX. Armeekorps                     | Neuerburg     | Feldflieger-Abteilung 24      | Hptm. von Minkwitz      | Neuerburg            |
| Etappen-Inspektion 3                | Mayen         | EtFlzPk 3                     | Maj. Mardersteig        | Niedermendig         |
| 4. Armee (Herzog Albrecht)          | Treviri       | Feldflieger-Abteilung 6       | Hptm. von Dewall        | Treviri-Euren        |
|                                     | Treviri       | Luftschiffer-Abteilung 3      | Hptm. Schoof            | Treviri              |
| VI. Armeekorps                      | Nennig        | Feldflieger-Abteilung 13      | Hptm. Streccius         | Dillingen            |
| VIII. Armeekorps                    | Lussemburgo   | Feldflieger-Abteilung 10      | Hptm. Hantelmann        | Treviri-Euren        |
| XVIII. Armeekorps                   | Lussemburgo   | Feldflieger-Abteilung 27      | Hptm. Keller            | Conz                 |
| Etappen-Inspektion 4                | Kirn          | EtFlzPk 4                     | Maj. Goebel             | Treviri              |
| 5. Armee (Kronprinz Wilhelm)        | Saarbrücken   | Feldflieger-Abteilung 25      | Hptm. Blum              | Dillingen            |
|                                     | Saarbrücken   | Luftschiffer-Abteilung 4      | Hptm. Stottmeister      | Saarbrücken          |
| V. Armeekorps                       | Wallerfangen  | Feldflieger-Abteilung 19      | Hptm. von Poser         | Beaumarais           |
| XIII. Armeekorps                    | Diedenhofen   | Feldflieger-Abteilung 4       | Hptm. Haehnelt          | Nieder-Jeutz         |
| XVI. Armeekorps                     | Festung Metz  | Feldflieger-Abteilung 2       | Hptm. Kirch             | Metz                 |
| Etappen-Inspektion 5                | Homburg       | EtFlzPk 5                     | Olt. Pohl               | Homburg              |
| Gouvernement Metz                   | Metz          | Festungsflieger-Abteilung 1   | Hptm. von Kleist        | Metz-Frescaty        |
|                                     | Metz          | Feldluftschiffer-Trupp 18     | Olt. Rudersdorf         | Metz-Frescaty        |
|                                     | Metz          | Feldluftschiffer-Trupp 19     | Olt. Neidhardt          | Metz-Frescaty        |
|                                     | Metz          | Feldluftschiffer-Trupp 20     | Olt. Wolfenstetter      | Metz-Frescaty        |
|                                     | Metz          | Feldluftschiffer-Trupp 21     | Olt. Schmitt            | Metz-Frescaty        |
| Gouvernement Diedenhofen            | Diedenhofen   | Feldluftschiffer-Trupp 22     | Olt. Moller             | Diedenhofen          |
| 6. Armee (Kronprinz Rupprecht)      | St. Avold     | Feldflieger-Abteilung 5       | Hptm. Kerksieck         | St. Avold            |
|                                     | St. Avold     | bayr. Luftschiffer-Abteilung  | Hptm. Lochmüller        | St. Avold            |
| XXI. Armeekorps                     | Dieuze        | Feldflieger-Abteilung 8       | Olt. Jermann            | Bühl                 |
| I. bayr. Armeekorps                 | Saarburg      | Feldflieger-Abteilung 1b      | Hptm. Erhardt           | Bühl                 |
| II. bayr. Armeekorps                | Falkenberg    | Feldflieger-Abteilung 2b      | Rittm. Graf Wolffskeel  | Falkenberg           |
| III. bayr. Armeekorps               | Kurzel        | Feldflieger-Abteilung 3b      | Hptm. Pohl              | Urville/Metz         |
| Etappen-Inspektion 6b               | Homburg       | EtFlzPk 6b                    | Olt. Hiller             | Zweibrücken          |
| 7. Armee (von Heeringen)            | Straßburg     | Feldflieger-Abteilung 26      | Hptm. Walter            | Straßburg            |
|                                     | Straßburg     | Luftschiffer-Abteilung 6      | Hptm. Kalsow            | Straßburg            |
| XIV. Armeekorps                     | Müllheim      | Feldflieger-Abteilung 20      | Hptm. Barends           | Friburgo i. Br.      |
| XV. Armeekorps                      | Straßburg     | Feldflieger-Abteilung 3       | Hptm. Genée             | Straßburg            |
| Etappen-Inspektion 7                | Appenweiler   | EtFlzPk 7                     | Maj. Siegert            | Baden/Oos            |
| Gouvernement Straßburg              | Straßburg     | Festungsflieger-Abteilung 2   | Hptm. von Falkenhayn    | Straßburg            |
|                                     | Straßburg     | Feldluftschiffer-Trupp 14     | Hptm. Batzer            | Straßburg            |
|                                     | Straßburg     | Feldluftschiffer-Trupp 15     | Rittm. Bartmann         | Straßburg            |
| Gouvernement Neu-Breisach           | Neu-Breisach  | Feldluftschiffer-Trupp 13     | Olt. Pachmayr           | Neu-Breisach         |
| 8. Armee (Maximilian von Prittwitz) | Marienburg    | Feldflieger-Abteilung 16      | Hptm. Schmoeger         | Graudenz             |
|                                     | Marienburg    | Luftschiffer-Abteilung 3      | Hptm. Schellbach        | Königsberg           |
|                                     | Marienburg    | Luftschiff Z4                 | Hptm. Von Quast         | Königsberg           |
| I. Armeekorps                       | Gumbinnen     | Feldflieger-Abteilung 14      | Hptm. Heinrich          | Insterburg           |
| XVII. Armeekorps                    | Deutsch-Eylau | Feldflieger-Abteilung 17      | Hptm. Dincklage         | Deutsch-Eylau        |
| XX. Armeekorps                      | Allenstein    | Feldflieger-Abteilung 15      | Hptm. Donat             | Allenstein           |
| 3. Reserve-Division                 | Hohensalza    | Festungsflieger-Abteilung 7   | Hptm. von der Goltz     | Lötzen               |
| Gouvernement Königsberg             | Königsberg    | Festungsflieger-Abteilung 5   | Hptm. Lölhöffl          | Königsberg           |
|                                     | Königsberg    | Feldluftschiffer-Trupp 1      | Olt. von Kyckbusch      | Königsberg           |
| Gouvernement Graudenz               | Graudenz      | Festungsflieger-Abteilung 6   | Olt. Donnevert          | Graudenz             |
|                                     | Graudenz      | Feldluftschiffer-Trupp 26     | Hptm. von Gellhorn      | Graudenz             |
| Gouvernement Posen                  | Posen         | Festungsflieger-Abteilung 4   | Rittm. von Hantelmann   | Posen                |
|                                     | Posen         | Feldluftschiffer-Trupp 5      | Hptm. Meyer             | Posen                |
|                                     | Posen         | Luftschiff Z.V                | Hptm. von Quast         | Posen                |
| Gouvernement Thorn                  | Thorn         | Feldluftschiffer-Trupp 23     | Hptm. Granier           | Thorn                |
|                                     | Thorn         | Feldluftschiffer-Trupp 24     | Olt. Link               | Thorn                |
|                                     | Liegnitz      | Luftschiff S.L.II             |                         | Liegnitz             |

## Elenco degli Assi della Luftstreitkräfte
| Nome                   | Nazione  | Vittorie | Note                                                        |
| ---------------------- | -------- | -------- | ----------------------------------------------------------- |
| Manfred von Richthofen | Germania | 80       | Il "Barone Rosso"                                           |
| Ernst Udet             | Germania | 62       |                                                             |
| Erich Löwenhardt       | Germania | 54       |                                                             |
| Werner Voss            | Germania | 48       |                                                             |
| Oswald Boelcke         | Germania | 40       |                                                             |
| Lothar von Richthofen  | Germania | 40       | Fratello di Manfred von Richthofen                          |
| Karl Allmenröder       | Germania | 30       |                                                             |
| Erwin Böhme            | Germania | 24       |                                                             |
| Hermann Göring         | Germania | 22       | Successivamente nominato comandante in capo della Luftwaffe |
| Wilhelm Reinhard       | Germania | 20       | Succedette al Barone Rosso al comando della squadriglia.    |
| Max Immelmann          | Germania | 15       | Inventore dell'omonima manovra                              |